# Кайруллаев, Адильбек
Адильбек Кайруллаев (каз. Әділбек Қайруллаев; 1938 год, село Жанакала — 2000 год) — старший чабан совхоза «Жанакалинский» Кармакчинского района Кзыл-Ординской области, Казахская ССР. Герой Социалистического Труда (1966).
Несколько лет подряд выращивал в среднем по 150—160 ягнят от 100 овцематок. За эти выдающиеся трудовые достижения удостоен в 1966 году звания Героя Социалистического Труда.
В 1966 году избирался делегатом XV съезда комсомола Казахстана.
Награды
- Герой Социалистического Труда — указом Президиума Верховного Совета СССР 22 марта 1966 года
- Орден Ленина
- Почётная Грамота Президиума Верховного Совета Казахской ССР (1963)